# Communauté de communes des Villages truffiers des portes de Périgueux
La communauté de communes des Villages truffiers des portes de Périgueux est une ancienne communauté de communes française, située dans le département de la Dordogne et la région Aquitaine.

## Histoire

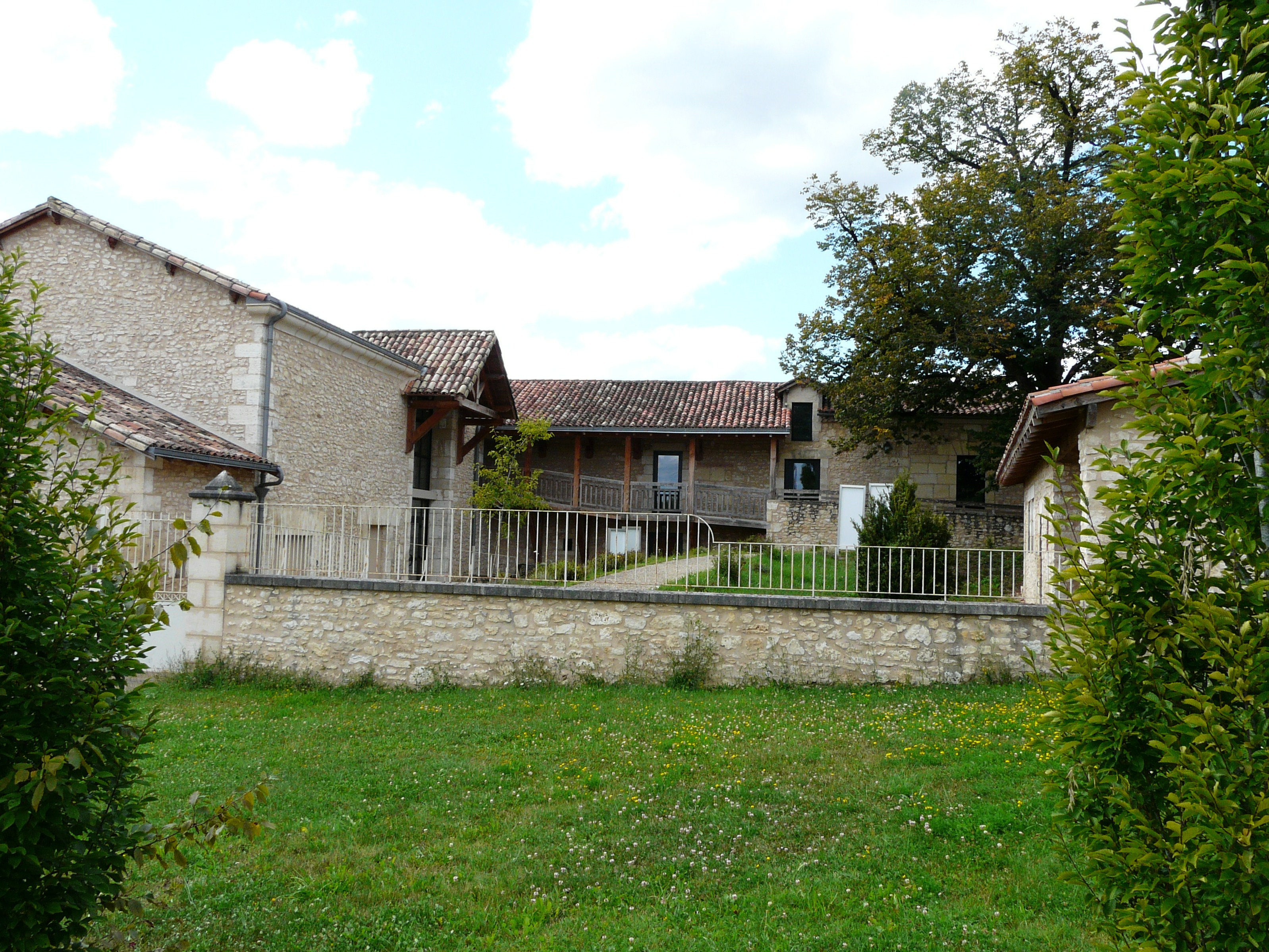
Les locaux de l'ancien siège de la communauté de communes, photographiés en 2014.

La communauté de communes des Villages truffiers des portes de Périgueux a été créée le 27 décembre 2001.
Par arrêté préfectoral du 28 décembre 2011, elle est dissoute le 31 décembre 2011 et au 1er janvier 2012, les communes qui la composent se répartissent entre la communauté d'agglomération périgourdine (Agonac, Cornille et Sarliac-sur-l'Isle) et la communauté de communes du Pays thibérien (Ligueux, Négrondes et Sorges).

## Composition
Elle était composée des communes suivantes :
1. Agonac
2. Cornille
3. Ligueux
4. Négrondes
5. Sarliac-sur-l'Isle
6. Sorges

## Administration
| Période      | Période       | Identité               | Étiquette | Qualité         |
| ------------ | ------------- | ---------------------- | --------- | --------------- |
| janvier 2002 | avril 2008    | Jean-Jacques Ratier    | UMP       | Maire de Sorges |
| avril 2008   | décembre 2011 | Jean-Claude Brouillaud | SE        | Maire d'Agonac  |

## Sources
- Le splaf - (Site sur la Population et les Limites Administratives de la France)
- La base ASPIC de la Dordogne - (Accès des Services Publics aux Informations sur les Collectivités)